# Con amigos así
Con amigos así es un programa de televisión argentino de género magazine de KZO, que tuvo su estreno el 21 de junio de 2017, se emite de lunes a viernes de 18:30 a 20:30.
En 2019 Mariano Zabaleta y Pico Mónaco ya no son conductores de dicho programa.

## Sinopsis
El ciclo gira en torno a un grupo inédito de amigos, que se juntan para hablar de deportes, comentar eventos, analizar las tendencias en redes sociales y charlar sobre la actualidad, siempre en un clima relajado, divertido y ágil. En cada programa hay un invitado famoso que es recibido para compartir un espacio con los amigos y pasar un momento agradable entre juegos y desafíos deportivos. 

## Equipo

### Conductores
- Pollo Álvarez (2017-2021)
- Mariano Zabaleta (2017-2018)
- Pico Mónaco (2017-2018)

### Panelistas
- Antonella Macchi (2017-2018)
- Stephanie Demner (2017)
- Nazareno Mottola (2018)
- Yanina Screpante (2019)
- Johanna Francella (2019)
- Juan Pérsico (2019)
- Pablo Giménez (2018-2021)
- Carla Romanini (2019)
- Stefanía Roitman (2019)
- Candela Ruggeri (2020-2021)
- Magui Bravi (2020)
- Javier Ponzo (2020)
- Candelaria Molfese (2021)
- Mario Guerci (2021)

### Cocina
- Samanta Casais (2020-presente)

### Locutor
- Mariano Neme (2018-presente)

## Emisión
- KZO: 2017-presente
- elnueve: 2018